# 2014 KBS演技大獎
《2014 KBS演技大獎》（韓語：2014 KBS 연기대상）為KBS於2014年度頒發的電視劇大獎。詳細入圍名單將於頒獎典禮當天公布。

## 入圍與獲獎
- （順序依名字排序）

### 大獎
- 颁奖嘉宾：曹大鉉(KBS社长)、金惠秀
- 刘東根《家人之間為何這樣》＆《鄭道傳》

### PD獎
- 颁奖嘉宾：李恩奎、周元
- 曹在顯《鄭道傳》

### 功勞獎
- 颁奖嘉宾：周元
- 故 金慈玉(由丈夫吴承根代领)

### 作家獎
- 颁奖嘉宾：李应镇(KBSTV本部长)、金贤珠
- 姜銀慶《家人之間為何這樣》
- 鄭賢珉《鄭道傳》

### 最優秀演技獎
- 颁奖嘉宾：地成

#### 男子最優秀演技獎
| 入圍者 | 入圍作品             | 結果 |
| ------ | -------------------- | ---- |
| 姜至奐 | 《Big Man》          | 提名 |
| 金相慶 | 《家人之間為何這樣》 | 提名 |
| 刘東根 | 《家人之間為何這樣》 | 提名 |
| 李準基 | 《朝鮮槍手》         | 提名 |
| 曹在顯 | 《鄭道傳》           | 獲獎 |

#### 女子最優秀演技獎
| 入圍者 | 入圍作品             | 結果 |
| ------ | -------------------- | ---- |
| 金賢珠 | 《家人之間為何這樣》 | 獲獎 |
| 金喜善 | 《真是好時節》       | 提名 |
| 南相美 | 《朝鮮槍手》         | 提名 |
| 尹汝貞 | 《真是好時節》       | 提名 |
| 張瑞希 | 《布穀鳥巢》         | 提名 |
| 鄭有美 | 《戀愛的發現》       | 提名 |

### 迷你電視劇部門優秀演技獎
- 颁奖嘉宾：金英哲、林秀香

#### 迷你電視劇部門 男子優秀演技獎
| 入圍者   | 入圍作品       | 結果 |
| -------- | -------------- | ---- |
| 姜至奐   | 《Big Man》    | 提名 |
| 文晸赫   | 《戀愛的發現》 | 獲獎 |
| 盛駿     | 《戀愛的發現》 | 提名 |
| 周元     | 《明日如歌》   | 提名 |
| 崔丹尼爾 | 《Big Man》    | 提名 |

#### 迷你電視劇部門 女子優秀演技獎
| 入圍者 | 入圍作品       | 結果 |
| ------ | -------------- | ---- |
| 申世景 | 《鋼鐵人》     | 提名 |
| 沈恩敬 | 《明日如歌》   | 提名 |
| 李多熙 | 《Big Man》    | 提名 |
| 鄭有美 | 《戀愛的發現》 | 獲獎 |
| 鄭恩地 | 《Trot戀人》   | 提名 |

### 中篇電視劇部門優秀演技獎
- 颁奖嘉宾：宋再临、李荷娜

#### 中篇電視劇部門 男子優秀演技獎
| 入圍者 | 入圍作品     | 結果 |
| ------ | ------------ | ---- |
| 金剛   | 《黃金交叉》 | 提名 |
| 金賢重 | 《感激時代》 | 提名 |
| 徐仁國 | 《王的面孔》 | 提名 |
| 劉智泰 | 《Healer》   | 提名 |
| 李準基 | 《朝鮮槍手》 | 獲獎 |
| 池昌旭 | 《Healer》   | 提名 |

#### 中篇電視劇部門 女子優秀演技獎
| 入圍者 | 入圍作品     | 結果 |
| ------ | ------------ | ---- |
| 南相美 | 《朝鮮槍手》 | 獲獎 |
| 朴敏英 | 《Healer》   | 獲獎 |
| 李詩英 | 《黄金交叉》 | 提名 |
| 林秀香 | 《感激時代》 | 提名 |
| 趙胤熙 | 《王的面孔》 | 提名 |

### 長篇電視劇部門優秀演技獎
- 颁奖嘉宾：曹政奭、李泰兰

#### 長篇電視劇部門 男子優秀演技獎
| 入圍者 | 入圍作品                         | 結果 |
| ------ | -------------------------------- | ---- |
| 金相慶 | 《家人之間為何這樣》             | 獲獎 |
| 朴英奎 | 《鄭道傳》                       | 獲獎 |
| 柳東根 | 《家人之間為何這樣》＆《鄭道傳》 | 提名 |
| 玉澤演 | 《真是好時節》                   | 提名 |
| 李瑞鎮 | 《真是好時節》                   | 提名 |
| 曹在顯 | 《鄭道傳》                       | 提名 |

#### 長篇電視劇部門 女子優秀演技獎
| 入圍者 | 入圍作品             | 結果 |
| ------ | -------------------- | ---- |
| 金芝荷 | 《真是好時節》       | 獲獎 |
| 金賢珠 | 《家人之間為何這樣》 | 提名 |
| 金喜善 | 《真是好時節》       | 提名 |
| 楊姬瓊 | 《家人之間為何這樣》 | 提名 |
| 趙陽子 | 《山後的南村2》      | 提名 |

### 日日劇部門優秀演技獎
- 颁奖嘉宾：成赫、李昭娟

#### 日日劇部門 男子優秀演技獎
| 入圍者 | 入圍作品           | 結果 |
| ------ | ------------------ | ---- |
| 姜恩卓 | 《純金的地》       | 提名 |
| 金興銖 | 《甜蜜的秘密》     | 提名 |
| 朴正哲 | 《天上女人》       | 提名 |
| 崔宰誠 | 《一片丹心蒲公英》 | 獲獎 |
| 顯祐   | 《貓來了》         | 提名 |
| 黃東柱 | 《布穀鳥巢》       | 提名 |

#### 日日劇部門 女子優秀演技獎
| 入圍者 | 入圍作品           | 結果 |
| ------ | ------------------ | ---- |
| 姜藝瑟 | 《純金的地》       | 提名 |
| 金佳恩 | 《一片丹心蒲公英》 | 提名 |
| 申素律 | 《甜蜜的秘密》     | 獲獎 |
| 尹素怡 | 《天上女人》       | 提名 |
| 張瑞希 | 《布穀鳥巢》       | 提名 |
| 崔允英 | 《貓來了》         | 獲獎 |

### 助演獎
- 颁奖嘉宾：裴秀彬、李多熙

#### 男子配角獎
| 入圍者 | 入圍作品       | 結果 |
| ------ | -------------- | ---- |
| 柳承秀 | 《真是好時節》 | 提名 |
| 申成祿 | 《Trot戀人》   | 獲獎 |
| 劉五性 | 《朝鮮槍手》   | 提名 |
| 林湖   | 《鄭道傳》     | 提名 |
| 趙震雄 | 《陽光滿溢》   | 提名 |

#### 女子配角獎
| 入圍者 | 入圍作品                         | 結果 |
| ------ | -------------------------------- | ---- |
| 孫淡妃 | 《家人之間為何這樣》             | 提名 |
| 李彩英 | 《布穀鳥巢》                     | 獲獎 |
| 全慧彬 | 《朝鮮槍手》                     | 提名 |
| 陳慶   | 《真是好時節》＆《相框裡的少女》 | 提名 |
| 韓恩貞 | 《黄金交叉》＆《钢铁人》         | 獲獎 |

### 獨幕劇獎
- 颁奖嘉宾：崔丹尼尔、韩艺里

#### 男子 獨幕劇獎
| 入圍者 | 入圍作品       | 結果 |
| ------ | -------------- | ---- |
| 徐俊英 | 《哭婢》       | 提名 |
| 安在模 | 《冤魂》       | 提名 |
| 延俊錫 | 《怪物》       | 提名 |
| 吳正世 | 《我將逝去》   | 提名 |
| 趙達煥 | 《醜陋的愛》   | 獲獎 |
| 韓周完 | 《看書癡列傳》 | 提名 |

#### 女子 獨幕劇獎
| 入圍者 | 入圍作品         | 結果 |
| ------ | ---------------- | ---- |
| 金所炫 | 《不一樣的哭泣》 | 獲獎 |
| 金裕貞 | 《哭婢》         | 提名 |
| 朴恩惠 | 《冤魂》         | 提名 |
| 禹喜珍 | 《提起放下》     | 提名 |
| 李烈音 | 《中學生A某》    | 提名 |

### 新人獎
- 颁奖嘉宾：韩周完、庆收真

#### 男子新人獎
| 入圍者 | 入圍作品                     | 結果 |
| ------ | ---------------------------- | ---- |
| 朴寶劍 | 《明日如歌》＆《真是好時節》 | 提名 |
| 朴炯植 | 《家人之間為何這樣》         | 獲獎 |
| 徐康俊 | 《家人之間為何這樣》         | 提名 |
| 徐仁國 | 《王的面孔》                 | 獲獎 |
| 孫浩俊 | 《Trot戀人》＆《陽光滿溢》   | 提名 |
| 尹賢旻 | 《感激時代》＆《戀愛的發現》 | 提名 |

#### 女子新人獎
| 入圍者 | 入圍作品                                       | 結果 |
| ------ | ---------------------------------------------- | ---- |
| 金佳恩 | 《一片丹心蒲公英》＆《朝鮮槍手》＆《感激时代》 | 提名 |
| 金瑟琪 | 《戀愛的發現》＆《Drama Special－我將逝去》    | 獲獎 |
| 南志鉉 | 《家人之間為何這樣》                           | 獲獎 |
| 申素律 | 《甜蜜的秘密》＆《Drama Special－提起放下》    | 提名 |
| 鄭恩地 | 《Trot戀人》                                   | 提名 |

### 青少年演技獎
- 颁奖嘉宾：延俊錫、金幼彬

#### 男子青少年獎
| 入圍者 | 入圍作品                                   | 結果 |
| ------ | ------------------------------------------ | ---- |
| 郭東延 | 《感激時代》＆《Drama Special－中學生A某》 | 獲獎 |
| 鄭佑根 | 《钢铁人》                                 | 提名 |
| 鄭允錫 | 《鄭道傳》                                 | 提名 |
| 鄭在民 | 《純金的地》                               | 提名 |
| 崔權洙 | 《真是好時節》＆《明日如歌》               | 提名 |

#### 女子青少年獎
| 入圍者 | 入圍作品                                          | 結果 |
| ------ | ------------------------------------------------- | ---- |
| 金賽綸 | 《Hi! School - Love On》                          | 提名 |
| 金賢秀 | 《朝鮮槍手》                                      | 提名 |
| 朴荷英 | 《純金的地》                                      | 提名 |
| 安瑞賢 | 《一片丹心蒲公英》＆《Drama Special－寶美的房間》 | 獲獎 |
| 朱多英 | 《感激時代》                                      | 提名 |
| 洪和利 | 《真是好時節》                                    | 獲獎 |

### 人氣獎
- 颁奖嘉宾：曹在显、林湖

#### 男子人氣獎
- 周元《明日如歌》
- 池昌旭《Healer》

#### 女子人氣獎
- 李多熙《Big Man》
- 鄭恩地《Trot戀人》

### 網络人氣獎
- 颁奖嘉宾：池昌旭、韩彩雅

#### 網络男子人氣獎
| 入圍者 | 入圍作品             | 結果 |
| ------ | -------------------- | ---- |
| 姜恩卓 | 《純金的地》         | 提名 |
| 姜至奐 | 《Big Man》          | 提名 |
| 金剛   | 《黄金交叉》         | 提名 |
| 金相慶 | 《家人之間為何這樣》 | 提名 |
| 金賢重 | 《感激時代》         | 提名 |
| 金興銖 | 《甜蜜的秘密》       | 提名 |
| 文晸赫 | 《戀愛的發現》       | 獲獎 |
| 朴英奎 | 《鄭道傳》           | 提名 |
| 朴正哲 | 《天上女子》         | 提名 |
| 朴炯植 | 《家人之間為何這樣》 | 提名 |
| 徐仁國 | 《王的面孔》         | 提名 |
| 盛駿   | 《戀愛的發現》       | 提名 |
| 玉澤演 | 《真是好時節》       | 提名 |
| 劉東根 | 《家人之間為何這樣》 | 提名 |
| 尹啟相 | 《陽光滿溢》         | 提名 |
| 李棟旭 | 《钢铁人》           | 提名 |
| 李瑞鎮 | 《真是好時節》       | 提名 |
| 李準基 | 《朝鮮槍手》         | 提名 |
| 曹在顯 | 《鄭道傳》           | 提名 |
| 趙震雄 | 《陽光滿溢》         | 提名 |
| 周元   | 《明日如歌》         | 提名 |
| 池昌旭 | 《Healer》           | 提名 |
| 智鉉寓 | 《Trot戀人》         | 提名 |
| 顯祐   | 《貓來了》           | 提名 |
| 黃東柱 | 《布穀鳥巢》         | 提名 |

#### 網络女子人氣獎
| 入圍者 | 入圍作品                 | 結果 |
| ------ | ------------------------ | ---- |
| 姜藝瑟 | 《純金的地》             | 提名 |
| 金佳恩 | 《一片丹心蒲公英》       | 提名 |
| 金瑟琪 | 《戀愛的發現》           | 提名 |
| 金賢珠 | 《家人之間為何這樣》     | 提名 |
| 金喜善 | 《真是好時節》           | 提名 |
| 南相美 | 《朝鮮槍手》             | 提名 |
| 南志鉉 | 《家人之間為何這樣》     | 提名 |
| 朴敏英 | 《Healer》               | 提名 |
| 申世景 | 《钢铁人》               | 提名 |
| 申素律 | 《甜蜜的秘密》           | 提名 |
| 沈恩敬 | 《明日如歌》             | 提名 |
| 尹素怡 | 《天上女子》             | 提名 |
| 尹汝貞 | 《真是好時節》           | 提名 |
| 李多熙 | 《Big Man》              | 提名 |
| 李詩英 | 《黄金交叉》             | 提名 |
| 林秀香 | 《感激時代：鬪神的誕生》 | 提名 |
| 張瑞希 | 《布穀鳥巢》             | 提名 |
| 全慧彬 | 《朝鮮槍手》             | 提名 |
| 鄭有美 | 《戀愛的發現》           | 獲獎 |
| 鄭恩地 | 《Trot戀人》             | 提名 |
| 趙胤熙 | 《王的面孔》             | 提名 |
| 崔允英 | 《貓來了》               | 提名 |
| 韓智慧 | 《陽光滿溢》             | 提名 |

### 最佳情侶獎
| 入圍者         | 入圍作品                 | 結果 |
| -------------- | ------------------------ | ---- |
| 姜藝瑟＆姜恩卓 | 《純金的地》             | 提名 |
| 姜至奐＆李多熙 | 《Big Man》              | 提名 |
| 尹素怡＆權律   | 《天上女子》             | 提名 |
| 金剛＆李詩英   | 《黄金交叉》             | 提名 |
| 金賢珠＆金相慶 | 《家人之間為何這樣》     | 獲獎 |
| 金賢重＆林秀香 | 《感激時代：鬪神的誕生》 | 提名 |
| 申素律＆金興銖 | 《甜蜜的秘密》           | 提名 |
| 鄭有美＆文晸赫 | 《戀愛的發現》           | 獲獎 |
| 朴炯植＆南志鉉 | 《家人之間為何這樣》     | 獲獎 |
| 徐仁國＆趙胤熙 | 《王的面孔》             | 提名 |
| 尹啟相＆韓智慧 | 《陽光滿溢》             | 提名 |
| 金佳恩＆尹善宇 | 《一片丹心蒲公英》       | 提名 |
| 尹賢旻＆金瑟琪 | 《戀愛的發現》           | 提名 |
| 李瑞鎮＆金喜善 | 《真是好時節》           | 提名 |
| 李準基＆南相美 | 《朝鮮槍手》             | 獲獎 |
| 李棟旭＆申世景 | 《钢铁人》               | 提名 |
| 曹在顯＆劉東根 | 《鄭道傳》               | 提名 |
| 周元＆沈恩敬   | 《明日如歌》             | 提名 |
| 智鉉寓＆鄭恩地 | 《Trot戀人》             | 提名 |
| 池昌旭＆朴敏英 | 《Healer》               | 獲獎 |
| 崔允英＆顯祐   | 《貓來了》               | 提名 |

## 入圍作品及分類

### 迷你電視劇
- 《陽光滿溢》
- 《Big Man》
- 《Trot戀人》
- 《戀愛的發現》
- 《鋼鐵人》
- 《明日如歌》

### 中篇電視劇
- 《感激時代》
- 《黃金交叉》
- 《朝鮮槍手》
- 《Hi! School - Love On》
- 《王的面孔》
- 《Healer》

### 長篇電視劇
- 《真是好時節》
- 《家人之間為何這樣》
- 《鄭道傳》
- 《山後的南村2》

### 日日劇
- 《貓來了》
- 《純金的地》
- 《一片丹心蒲公英》
- 《天上女子》
- 《布穀鳥巢》
- 《甜蜜的秘密》

### 獨幕劇
- 《咖哩之味》
- 《周歲》
- 《提起放下》
- 《漂亮的吳萬福》
- 《哭婢》
- 《我將逝去》
- 《我結婚的理由》
- 《怪物》
- 《中學生A某》
- 《那樣的愛》
- 《青春》
- 《違停》
- 《作夢的男人》
- 《漆黑》
- 《寶美的房間》
- 《那年夏天的盡頭》
- 《三女子離家騷動》
- 《不一樣的哭泣》
- 《奇怪的7病棟》
- 《看書癡列傳》
- 《醜陋的愛》
- 《最後的拼圖》
- 《相框裡的少女》
- 《冤魂》
- 《我喝酒的理由》
- 《介紹爸爸吧》
- 《穿著舊運動鞋的新娘》

## 外部連結
- 韓國KBS官方網站（页面存档备份，存于）